# 斯卡巴里夫希納
50°28′30″N 24°39′47″E / 50.47500°N 24.66306°E
斯卡巴里夫希納（烏克蘭語：Скабарівщина），是烏克蘭的村落，位於該國西部沃倫州，由盧茨克區負責管轄，面積0.8平方公里，海拔高度217米，2001年人口4，人口密度每平方公里5人。